# Mémoire sémantique
En psychologie cognitive, la mémoire sémantique est le système mnésique par lequel l'individu stocke ses connaissances générales : connaissances actuelles sur le monde, définitions de concepts abstraits, etc.
La mémoire sémantique est un type de mémoire déclarative. En 1972, Endel Tulving propose de distinguer la mémoire épisodique et la mémoire sémantique comme deux composantes de la mémoire déclarative.
La mémoire sémantique  constitue une base de connaissances, un magasin d'informations que nous possédons tous et dont une grande partie nous est accessible rapidement et sans effort. Selon Tulving en 1972, c’est la mémoire nécessaire à l’utilisation du langage, c’est un thésaurus mental, le savoir organisé qu’un individu possède pour les mots, les symboles non verbaux et leurs significations. La mémoire sémantique n’enregistre pas les propriétés des stimuli mais plutôt les référents cognitifs des signaux d’entrée. 
La mémoire sémantique, préservée dans le syndrome amnésique, constitue la mémoire des mots, des concepts, des connaissances générales sur le monde, situés en dehors de tout contexte d’encodage. Certaines théories ouvrent toutefois la possibilité que des connaissances sémantiques émergent par fusion de souvenirs épisodiques (donc liés à des contextes). Ainsi une collection de souvenirs d'expériences de plage finissent par faire émerger un concept décontextualisé de la plage. 
Ce répertoire de connaissances est organisé au sein du cortex temporal, latéral et inférieur, de façon hiérarchique, avec une convergence des informations qui semblerait s'établir selon un axe postéro-antérieur.